# Andrew Surman
Andrew Ronald Edward Surman (20 d'agost de 1986) és un futbolista professional anglés d'origen sud-africà que juga de centrecampista per l'AFC Bournemouth de la Premier League.